# Gedenkmonument Jacob en Willem Maris
Het gedenkmonument Jacob en Willem Maris werd in 1916 opgericht in Den Haag ter nagedachtenis aan de broers Maris, beiden schilders van de Haagse School.

## Achtergrond
In 1911 werden plannen gemaakt om een gedenkteken op te richten ter herinnering aan de schilders Jacob Maris (1837-1899) en Willem Maris (1844-1910). Doel van de daarvoor opgerichte commissie was "beiden door een waardig monument te eeren, een monument, dat hunne karaktervolle trekken in beeld brenge en ook door de omgeving in staat zij den gewenschten indruk te maken." Er werd een landelijke inzameling gehouden om het benodigd geld bij elkaar te krijgen.
De beeldhouwer Charles van Wijk, een schoonzoon van Jacob Maris, kreeg de opdracht voor het beeld. Op zaterdag 17 juni 1916 vond de onthulling van het monument plaats. Schilder François Pieter ter Meulen, voorzitter van de commissie, hield een inleidende rede en verzocht Jacob Zimmerman, zoon van de Rotterdamse burgemeester Alfred Rudolph Zimmerman en oudste kleinzoon van Jacob Maris, het monument te onthullen door een doek weg te trekken. Ter Meulen vervolgde zijn toespraak, waarin hij onder andere de beeldhouwer bedankte, en droeg het monument vervolgens over aan de gemeente. Burgemeester Herman van Karnebeek nam het in ontvangst en verzekerde in zijn dankwoord dat de gemeente het gedenkteken in ere zal houden. Vervolgens was er nog een aantal sprekers en werden er kransen bij het gedenkteken gelegd namens onder andere de Pulchri Studio, Arti et Amicitiae en de Rotterdamse kunstkring.

## Beschrijving
Het monument bestaat uit een ongeveer vier meter hoge zuil, met getrapte voet, van euville. Hierop zijn in brons in een rechthoekig kader portretmedaillons van Jacob en Willem Maris en profil geplaatst. Aan de voet van de zuil zit een levensgrote, halfnaakte vrouwenfiguur, door Ter Meulen bij de onthulling de "Muze der Kunst" genoemd, die op het monument schrijft: 

KUNSTENAARS HET LAND VAN REMBRANDT WAARDIG

### Monumentenstatus
Het gedenkteken is een gemeentelijk monument, het heeft "algemeen belang voor de gemeente Den Haag vanwege de kunsthistorische waarde. Historische waarde ontleent het aan zijn functie als gedenkteken ter herinnering aan de Haagse kunstschilders Jacob en Willem Maris."